# 袁改
袁改（1922年—1987年），男，陕西华县（今渭南市华州区）人，中华人民共和国政治人物。

## 生平
早年参加八路军，后供职福建，曾任中共厦门市委第一书记、中共福州市委书记。后升任中共福建省委常委、福建省政协主席。